# コネクテッドカー
コネクテッドカー（Connected Car）は、インターネットへの常時接続機能を具備した自動車である。オートバイの場合はコネクテッドバイクと呼ばれる。

## 概要
自動車のIT化により、快適性や安全性の向上が実現され、センサーと内部のネットワーク（CAN）により実現できることだけでなく、クラウドと接続することにより、様々な情報サービスを受ける事が可能になる。
コネクテッドカー市場は、自動運転、安全性向上、車載インフォテインメント（IVI）、快適な運転、車両管理、走行管理、ホームインテグレーションの分野で発展すると予想されている。運転状況を常時監視するテレマティクス保険の普及も見込まれる他、Visaとアクセンチュアは、コネクテッドカーから運転中に事前に商品を注文して店頭で受け取ったりする機能も試作している。国内でも、助手席向けアプリなど、コネクテッドカーの新しいアプリケーションが試作されている。

## 普及状況
2017年1月からロシア、2018年4月からは欧州で、通信機能を具備した自動緊急通報システムの搭載が義務化されており、普及が加速するとみられている。
日本でも自動緊急通報システムについて、搭載義務化はされていないものの、装置の性能基準が制定されることとなった。
日本は欧米に比べてコネクテッドカーの普及ペースが遅れているとの指摘もある。
通信機能を搭載していない従来のクルマに関しても、後付で通信機能を付加するサービスも登場している。例えば、ドイツテレコム社では、OBD-2ポートから車両情報を取得・収集したり、車内にWi-Fiサービスを提供をしている。インターネットにつながることでIVI向けアプリが高度化する動きもあり、例えば、三菱自動車はIVIを音声操作できるパーソナルアシスタントサービスをクラウドを利用して提供するサービスを開発中であることを発表している。ノルウェー交通局はOBDポートから位置情報・外気温・ワイパー等の情報を取得して道路沿線の天候予測に役立てる技術に投資を行っている。通信オペレータの動向として、KDDIがLTEによる車両への同報通信の実証実験を成功させた例や、NTTドコモが5Gを利用した次世代モビリティサービスの開発等の取り組みの発表、自動車メーカーの動向として、ルノー・日産自動車
・三菱自動車による中国でのコネクテッドカー事業に関して現地企業と協業することが報じられている。トヨタ自動車は、通信機能付きのナビゲーションシステムを、純正オプションのナビのラインナップに2018年9月から追加すると報じられた。世界の乗用車の新車販売台数のうちコネクテッドカーは47%を占めている。

## 課題
クラッキングの危険性
2015年にはジープ・チェロキーをネットワーク経由でハッキング（クラッキング）する実験が成功し、140万台のリコールに発展するなど、インターネット接続による新たな課題も抱えている。
トレンドとのズレ

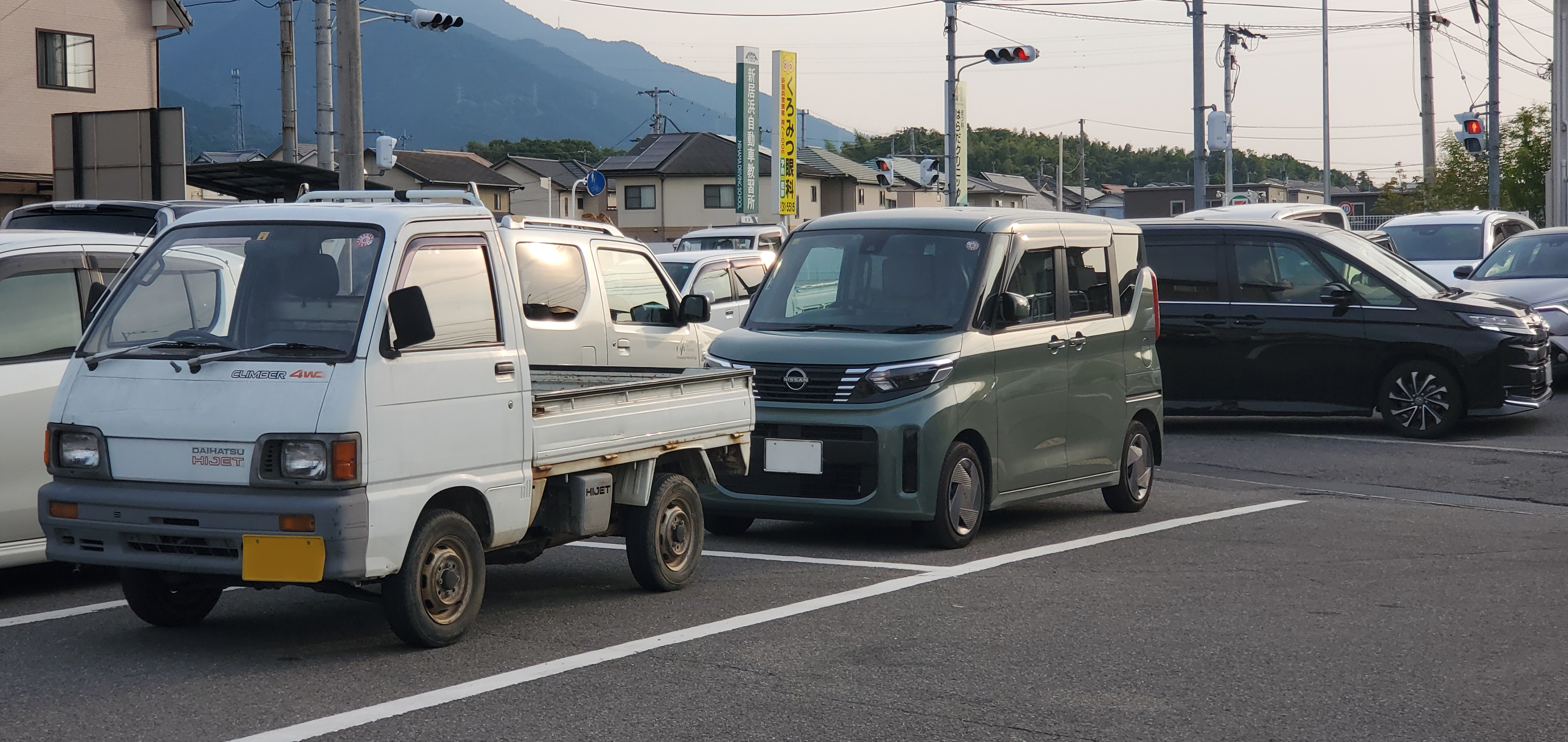
2024年に撮影された、30年以上使用された車両の例（7代目ハイゼット）。これは極例とはいえ20年超の（旧車趣味ではない）実用車も一定数存在しており、全車コネクテッド化されるのは非現実的と言える。

- まず前提条件として、IT機器・サービスと自動車の間では進化(モデルチェンジ・規格変更・買い替えなど)のペースに異常なまでのギャップがある。そのため、｢クルマとしてはまだ現役であるにも関わらず、移動体通信としてはすぐ使い物にならなくなる｣という状況がある。
  - 2010年代の自動車平均使用年数は13年前後であり、2020年（令和2年）において車齢10年から20年の乗用車は全乗用車中の67 %以上・20年超も 8 %以上を占めている。
  - これに対し、IT機器やサービスはすぐ陳腐化するという問題がある。例えばVista以降のWindows OSは概ね11年周期でサポートが終了している。スマホ、例えばiPhoneやSamsung Galaxy Sシリーズに至っては毎年新型が発表されている有り様である。
    - 2011年（平成23年。2024年起算で13年前）は例えば30プリウスが現行型であったが、同年現行型だったiPhone 4S（ソフトバンク版）やGalaxy SII（au版）は3G回線終了により使用できない。

- クルマを長期間保有した結果、修理やアップデートが困難になるという問題。これはいわゆるDIN規格汎用機への交換で対処できない、既存の車種専用設計カーオーディオ/カーナビ/テレマティクス全般で既に露呈している問題である。
  - 一般に、カーオーディオ類のハードウェア更新が必要になるケースとしてはAV機能の規格変更、ソフトウェアの更新終了、インターネットサービス終了、ハードウェア自体の故障などがある。だが昨今のコネクテッドシステムではたいてい車種専用設計であるため、故障時にDIN規格汎用機への交換ができない上に純正品すら廃番になってしまう可能性があり車両寿命の足かせとなる。
    - 2002年にG-BOOKが運営側の設備の問題でサービス終了したことに伴い、ZVW35プリウスPHV純正カーナビの｢G-bookの旨味｣の部分が使えなくなってしまった。しかもそれならとカーナビを交換してしまおうと考えたところ、駐車支援システム（及びステアリング舵角センサー）との兼ね合いでそれすらもできないという状況に追い込まれてしまった。

  - DIN規格オーディオが前提の車体であれば例えば｢A社の純正オーディオを簡単な配線加工でB社の車体に取り付ける｣、｢基本設計が25年前の軽トラックに巷で市販されているAndroid搭載ナビを装着する｣といったようなことがDIYレベルで可能であるように、よほどの例外を除き純正品にこだわらなければ修理やアップグレードに困ることはまずない。しかし今度は（上述のドイツテレコムのケースのような）「後付けのコネクテッドサービス」が皆無であるという問題があり、結局利用しようと思っても車両ごとの買い替えを迫られてしまう。

そもそもコネクテッドカーに需要があるのか?
- IT（特にケータイや携帯型PC）の進化、コネクテッドサービスの維持費の高額さなどから、かつてのテレマティクスサービスのように「コケる」ことを懸念する声もある。
  - 国沢光宏は2004年（平成16年）当時、IT機器の進化ペースの早さを理由に「Willの第3弾に搭載されるような、クルマ専用の本格的なモバイル機器については否定的な意見をもつ」と名指しでG-BOOKを批判しており、車内でネットを使いたいならケータイとノートパソコンを持ち込めばよい、という旨の記述もあった。実際に、これらのサービス（トヨタ・G-BOOK、日産・カーウイングス、ホンダ・インターナビ）はケータイの進化もあり広まらなかった。
  - Web CGは2018年、同年発売されたトヨタのカローラスポーツ/クラウン用システムの場合、4年目以降高額（年間で税抜き1.2万円/1.6万円）な維持費が掛かることも絡めて「（従来のテレマティクスは）スマートフォンを使えばこれらの機能のほとんどは実現できてしまった（ため、誰も金を払わなかった）」「（必要性を感じさせないと、現在のコネクテッドカーにも）ユーザーは通信料を払ってくれず、DCMは宝の持ち腐れになる恐れがある」と評している。

## プラットフォーム
IVIのOSは、リアルタイムUNIXのQNX OS、マイクロソフト社のWindows Automotive、オープンプラットフォームとしてはAGLが発表されている。

## スマートフォン連携機能
スマートフォン連携機能としては、スマートフォンとの連携を図るものとして、Apple社の「CarPlay」、Google社の「Android Auto」、オープンプラットフォームの「Smart Device Link」がある。

## 車両情報
W3Cではコネクテッドカー向けの車載APIとして、VISSの標準化が進んでいる。VISSで用いられる車両情報のデータフォーマットはGENIVI AllianceのVSSが採用されている。W3CとGENIVI AllianceはIoTの標準化団体であるOCFとも連携をしている。故障診断情報のクラウドへの吸い上げについてはISO20078で標準化がされている。
また、ダイナミックマップの生成に用いる車両データのデータフォーマットについては、欧州のERTICOの傘下にあるSENSORISにて標準化が進んでいる。

## 車載向けクラウドサービス
Amazon社は車載向音声認識サービスとしてAlexa Onboardを発表している。